# Cyrtodactylus ziegleri
Espèce
Cyrtodactylus ziegleri est une espèce de geckos de la famille des Gekkonidae.

## Répartition
Cette espèce est endémique du plateau Langbian au Viêt Nam.

## Publication originale
- Nazarov, Orlov, Nguyen & Ho, 2008 : Taxonomy of naked-toes geckos Cyrtodactylus irregularis complex of south Vietnam and description of a new species from Chu Yang Sin Natural Park (Krong Bong district, Dac Lac province, Vietnam). Russian Journal of Herpetology, vol. 15, n. 2, p. 141-156.

## Étymologie
Cette espèce est nommée en l'honneur de Thomas Ziegler.